# Щоголів Іринарх Михайлович

Щоголів Іринарх (*1873 — *1943) — український ентомолог родом з Катеринославщини.
Закінчив Київський політехнічний інститут. З 1923 — професор Київського сільськогосподарського інституту; 1919 — 1924 — співробітник Сільськогосподарського наукового комітету України.

## Наукові праці
Праці Щоголіва присвячені боротьбі з шкідниками сільського господарства. Найвідомішими, що мають велике значення і сьогодні, є праці з питань зоологічної номенклатури й термінології:
- 1918 вийшов словник Щоголіва «Словник української ентомологічної номенклятури»;
- 1928 року видано  «Назви безхребетних тварин» в серії «Словник зоологічної номенклатури».